# Spurven sidder stum bag kvist
Spurven sidder stum bag kvist (også kaldet Mors rok) er en dansk sang i fem vers med tekst af Jeppe Aakjær og melodi af Thorvald Aagaard, udgivet i 1915. Den bygger oprindeligt på et digt af Aakjær, som han nedskrev og udgav i digtsamlingen Den Sommer og den Eng fra 1910.
I sangen ser digteren tilbage på sit barndomshjem på Salling-egnen, hvor hans mor sad og arbejdede ved spinderokken i den mørke vintertid. Han betragter tiden med varme og ømhed:
-Der var i mors rok en egen dyb tone, som det var sfærerne selv, der spandt. Her var det, som hendes flittige sjæl fandt udtryk gennem en god og øm sang af alnaturen, alt det bedste og skønneste i bondehjemmets uendelige stræb og strid.
I sangens sidste vers skifter fortællerens perspektiv fra nutid til fortid, og foruden den tomme rok står kun erindringen om forældrenes stue i barndomshjemmet tilbage. Jeppe Aakjærs tekst er præget af vemod over en tid der var, og at alting i sidste ende skal forgå og blive til minder.
Flere iagttagere mener, at Thorvald Aagaards melodi ikke alene rammer teksten perfekt, men også gengiver en aktiv spinderoks rytmer, hvilket især høres i omkvædet "lul – lul! Rokken går!"
Et fragment af melodien har sammenfald med Det var en lørdag aften og En yndig og frydefuld sommertid.

## Indspillinger
"Spurven sidder stum bag kvist" er indspillet af blandt andet Erik Paaske.
Pia Raug og Steve Dobrogosz' indspilning udkom på deres album Længsel.

## Vurderinger
Mathias Hammer har ment at sangen var "Thorvald Aagards måske bedste melodi og en af Jeppe Aakjærs fineste tekster".